# Веслування на байдарках і каное на літніх Олімпійських іграх 2020 — кваліфікація
У змаганнях з веслування на байдарках і каное на літніх Олімпійських іграх 2020 зможуть взяти участь команди спортсменів (чоловіків і жінок), які змагатимуться за 16 комплектів нагород. Кожна країна може бути представлена не більше ніж 24-ма спортсменами (12 чоловіків і 12 жінок).

## Правила кваліфікації

### Веслування на байдарках і каное
У веслуванні на байдарках і каное на гладкій воді візьмуть участь 248 спортсменів (123 чоловіків і 123 жінок, а також ще два спортсмени будуть визначені тристоронньої комісією). Кожна країна може бути представлена максимум 18-ма спортсменами (6 чоловіків-байдарочників, 3 чоловіки-каноїсти, 6 жінок-байдарочниць і 3 жінки-каноїстки). Основним етапом відбору став чемпіонат світу 2019 року, де було розіграно 166 путівок на Ігри в Токіо.
Квоти не є іменними. Кожен НОК сам вибирає спортсменів, які візьмуть участь в Іграх. Розподіл квот проходить у двох паралельних заліках: серед човнів і серед веслярів. Якщо один спортсмен за результатами кваліфікації завойовує ліцензії в більш ніж одному виді, то країна отримує ліцензію на Ігри для всіх човнів, а для атлетів квоти будуть отримані тільки на довшій дистанції і в місткішому човні. Наприклад, якщо спортсмен кваліфікувався на Ігри і в заліку K-1, і в K-2, то країна на Іграх зможе виставити обидва човни, але тільки двох спортсменів .Також у цьому разі ліцензію для участі в Іграх отримує спортсмен, який посів наступне місце в цій дисципліни.

### Веслувальний слалом
У веслувальному слаломі візьмуть участь 82 спортсмени (41 чоловік і 41 жінка). Кожна країна може бути представлена максимум 4-ма спортсменами (по 2 кожної статі). Основним етапом відбору став чемпіонат світу 2019 року, де було розіграно 58 путівок на Ігри в Токіо.
Квоти не є іменними. Кожен НОК сам вибирає спортсменів, які візьмуть участь в Іграх.

## Країни, що кваліфікувались
| НОК                       | Слалом | Слалом | Слалом | Слалом | Спринт   | Спринт   | Спринт   | Спринт   | Спринт   | Спринт   | Спринт | Спринт | Спринт | Спринт | Спринт | Спринт | Загалом | Загалом    |
| НОК                       | Б1 Ч   | К1 Ч   | Б1 Ж   | К1 Ж   | Чоловіки | Чоловіки | Чоловіки | Чоловіки | Чоловіки | Чоловіки | Жінки  | Жінки  | Жінки  | Жінки  | Жінки  | Жінки  | Човни   | Спортсмени |
| НОК                       | Б1 Ч   | К1 Ч   | Б1 Ж   | К1 Ж   | Б1 200   | Б1 1000  | K2 1000  | K4 500   | К1 1000  | C2 1000  | Б1 200 | Б1 500 | K2 500 | K4 500 | К1 200 | C2 500 | Човни   | Спортсмени |
| ------------------------- | ------ | ------ | ------ | ------ | -------- | -------- | -------- | -------- | -------- | -------- | ------ | ------ | ------ | ------ | ------ | ------ | ------- | ---------- |
| Алжир (ALG)               |        |        |        |        |          |          |          |          |          |          | Так    |        |        |        |        |        | 1       | 1          |
| Андорра (AND)             |        |        | Так    |        |          |          |          |          |          |          |        |        |        |        |        |        | 1       | 1          |
| Аргентина (ARG)           | Так    |        |        |        | Так      | Так      |          |          |          |          | Так    |        |        |        |        |        | 4       | 4          |
| Австралія (AUS)           | Так    | Так    |        | Так    |          |          | Так      | Так      |          |          |        |        | Так    | Так    |        | Так    | 8       | 16         |
| Австрія (AUT)             | Так    |        | Так    | Так    |          |          |          |          |          |          |        |        | Так    |        |        |        | 4       | 5          |
| Білорусь (BLR)            |        |        |        |        |          | Так      |          | Так      |          |          |        | Так    | Так    | Так    | Так    | Так    | 7       | 12         |
| Бельгія (BEL)             | Так    |        |        |        |          | Так      |          |          |          |          |        |        | Так    |        |        |        | 3       | 4          |
| Беліз (BIZ)               |        |        |        |        |          | Так      |          |          |          |          |        |        |        |        |        |        | 1       | 1          |
| Бразилія (BRA)            | Так    |        |        | Так    |          | Так      |          |          | Так      | Так      |        |        |        |        |        |        | 5       | 5          |
| Болгарія (BUL)            |        |        |        |        |          |          |          |          |          |          |        |        |        |        | Так    |        | 1       | 1          |
| Канада (CAN)              | Так    | Так    | Так    | Так    |          |          | Так      | Так      | Так      | Так      |        | Так    |        | Так    | Так    |        | 11      | 18         |
| Чилі (CHI)                |        |        |        |        |          |          |          |          |          |          |        |        |        |        | Так    | Так    | 2       | 2          |
| Китай (CHN)               | Так    |        | Так    | Так    |          | Так      | Так      |          | Так      | Так      |        |        | Так    | Так    | Так    | Так    | 11      | 18         |
| Острови Кука (COK)        |        |        | Так    |        |          | Так      |          |          |          |          | Так    |        |        |        |        |        | 3       | 3          |
| Хорватія (CRO)            |        | Так    |        |        |          |          |          |          |          |          |        | Так    |        |        | Так    |        | 3       | 3          |
| Куба (CUB)                |        |        |        |        |          |          |          |          | Так      | Так      |        |        |        |        |        | Так    | 3       | 5          |
| Чехія (CZE)               | Так    | Так    | Так    | Так    |          | Так      | Так      |          | Так      | Так      |        |        |        |        |        |        | 8       | 9          |
| Данія (DEN)               |        |        |        |        |          |          |          |          |          |          | Так    | Так    |        | Так    |        |        | 3       | 4          |
| Єгипет (EGY)              |        |        |        |        | Так      |          |          |          |          |          |        | Так    |        |        |        |        | 2       | 2          |
| Франція (FRA)             | Так    | Так    | Так    | Так    | Так      | Так      | Так      |          | Так      |          | Так    | Так    | Так    | Так    |        |        | 12      | 12         |
| Німеччина (GER)           | Так    | Так    | Так    | Так    |          |          | Так      | Так      | Так      | Так      |        |        | Так    | Так    |        | Так    | 11      | 21         |
| Велика Британія (GBR)     | Так    | Так    | Так    | Так    | Так      |          |          |          |          |          | Так    | Так    |        |        |        |        | 7       | 7          |
| Угорщина (HUN)            |        |        |        | Так    |          | Так      | Так      | Так      |          | Так      | Так    | Так    |        | Так    | Так    | Так    | 10      | 18         |
| Іран (IRI)                |        |        |        |        |          | Так      |          |          |          |          |        |        |        |        |        |        | 1       | 1          |
| Ірландія (IRL)            |        | Так    |        |        |          |          |          |          |          |          |        |        |        |        |        |        | 1       | 1          |
| Італія (ITA)              | Так    |        | Так    | Так    | Так      |          | Так      |          |          |          | Так    |        |        |        |        |        | 6       | 7          |
| Японія (JPN)              | Так    | Так    | Так    | Так    |          |          |          | Так      | Так      |          |        | Так    |        |        |        | Так    | 8       | 12         |
| Казахстан (KAZ)           |        | Так    | Так    |        |          |          |          |          |          | Так      | Так    | Так    |        |        |        | Так    | 6       | 7          |
| Латвія (LAT)              |        |        |        |        | Так      |          |          |          |          |          |        |        |        |        |        |        | 1       | 1          |
| Литва (LTU)               |        |        |        |        | Так      |          |          |          |          |          |        |        |        |        |        |        | 1       | 1          |
| Мексика (MEX)             |        |        | Так    |        |          |          |          |          |          |          |        |        |        |        |        |        | 1       | 1          |
| Молдова (MDA)             |        |        |        |        |          |          |          |          | Так      |          |        |        |        |        |        | Так    | 2       | 3          |
| Марокко (MAR)             | Так    |        | Так    |        |          |          |          |          |          |          |        |        |        |        |        |        | 2       | 2          |
| Мозамбік (MOZ)            |        |        |        |        |          |          |          | Так      |          |          |        |        |        |        |        |        | 1       | 1          |
| Нідерланди (NED)          |        |        | Так    |        |          |          |          |          |          |          |        |        |        |        |        |        | 1       | 1          |
| Нова Зеландія (NZL)       | Так    |        | Так    |        |          |          | Так      |          |          |          | Так    | Так    |        | Так    |        |        | 6       | 8          |
| Нігерія (NGR)             |        |        |        |        |          |          |          |          |          |          |        |        |        |        | Так    |        | 1       | 1          |
| Норвегія (NOR)            |        |        |        |        |          | Так      |          |          |          |          |        |        |        |        |        |        | 1       | 1          |
| Польща (POL)              | Так    | Так    | Так    | Так    |          |          |          |          | Так      | Так      | Так    |        | Так    | Так    | Так    |        | 10      | 13         |
| Португалія (POR)          | Так    |        |        |        |          | Так      |          | Так      |          |          | Так    | Так    |        |        |        |        | 5       | 8          |
| Збірна біженців (ROT)     |        |        |        |        |          | Так      |          |          |          |          |        |        |        |        |        |        | 1       | 1          |
| Румунія (ROU)             |        |        |        |        |          |          |          |          |          | Так      |        |        |        |        |        |        | 1       | 2          |
| Росія (RUS)               | Так    |        | Так    |        | Так      | Так      |          | Так      |          | Так      | Так    |        |        | Так    | Так    | Так    | 10      | 18         |
| Самоа (SAM)               |        |        |        |        | Так      |          |          |          | Так      |          |        | Так    |        |        |        |        | 3       | 3          |
| Сан-Томе і Принсіпі (STP) |        |        |        |        |          |          |          |          |          | Так      |        |        |        |        |        |        | 1       | 2          |
| Сенегал (SEN)             |        | Так    |        |        |          |          |          |          |          |          |        |        |        |        |        |        | 1       | 1          |
| Сербія (SRB)              |        |        |        |        | Так      | Так      |          |          |          |          | Так    | Так    |        |        |        |        | 4       | 3          |
| Словаччина (SVK)          | Так    | Так    | Так    | Так    |          | Так      |          | Так      |          |          |        |        |        |        |        |        | 6       | 9          |
| Словенія (SLO)            | Так    | Так    | Так    | Так    |          |          |          |          |          |          |        |        | Так    |        |        |        | 5       | 6          |
| Південна Корея (KOR)      |        |        |        |        | Так      |          |          |          |          |          |        |        |        |        |        |        | 1       | 1          |
| Іспанія (ESP)             | Так    | Так    | Так    | Так    |          |          | Так      | Так      |          | Так      | Так    | Так    |        |        | Так    |        | 10      | 15         |
| Швеція (SWE)              | Так    |        |        |        | Так      |          |          |          |          |          |        | Так    |        |        |        |        | 3       | 3          |
| Швейцарія (SUI)           | Так    | Так    | Так    |        |          |          |          |          |          |          |        |        |        |        |        |        | 3       | 3          |
| Китайський Тайбей (TPE)   |        |        | Так    |        |          |          |          |          |          |          |        |        |        |        |        |        | 1       | 1          |
| Таїланд (THA)             |        |        |        |        |          |          |          |          |          |          |        |        |        |        | Так    |        | 1       | 1          |
| Туніс (TUN)               |        |        |        |        |          | Так      |          |          | Так      |          |        |        | Так    |        |        |        | 3       | 4          |
| Україна (UKR)             |        |        | Так    |        |          |          |          |          | Так      | Так      | Так    |        | Так    | Так    |        | Так    | 7       | 11         |
| США (USA)                 | Так    | Так    |        | Так    |          |          |          |          |          |          |        |        |        |        | Так    |        | 4       | 4          |
| Узбекистан (UZB)          |        |        |        |        |          |          |          |          |          |          |        |        |        |        |        | Так    | 1       | 2          |
| Загалом: 59 НОК           | 24     | 17     | 24     | 17     | 12       | 18       | 10       | 11       | 13       | 14       | 16     | 16     | 11     | 12     | 13     | 13     | 241     | 331        |

## Слалом

### Розклад
| Турнір                                                                        | Дата               | Місце проведення                      |
| ----------------------------------------------------------------------------- | ------------------ | ------------------------------------- |
| Чемпіонат світу з веслувального слалому 2019                                  | 25–29 вересня 2019 | Сео-де-Урхель, Іспанія                |
| Чемпіонат Океанії з веслувального слалому 2019                                | 1–3 лютого 2020    | Окленд (Нова Зеландія), Нова Зеландія |
| Африканський олімпійський кваліфікаційний турнір з веслувального слалому 2021 | 20–21 березня 2021 | Сео-де-Урхель, Іспанія                |
| Азійський олімпійський кваліфікаційний турнір з веслувального слалому 2021    | 1–2 травня 2021    | Паттая, Таїланд                       |
| Чемпіонат Європи з веслувального слалому 2021                                 | 7–9 травня 2021    | Івреа, Італія                         |

### Кваліфікаційна таблиця
| Дисципліна                            | Чоловіки Б-1 | Чоловіки К-1 | Жінки Б-1 | Жінки К-1 |
| ------------------------------------- | --- | --- | --- | --- |
| Країна-господарка                     | Японія (JPN) | Японія (JPN) | Японія (JPN) | Японія (JPN) |
| Чемпіонат світу 2019                  | Чехія (CZE) Велика Британія (GBR) Португалія (POR) Росія (RUS) Австралія (AUS) Іспанія (ESP) Словаччина (SVK) Франція (FRA) Німеччина (GER) Канада (CAN) Італія (ITA) Австрія (AUT) Швейцарія (SUI) Словенія (SLO) США (USA) Бразилія (BRA) Швеція (SWE) Нова Зеландія (NZL) | Франція (FRA) Польща (POL) Словенія (SLO) Словаччина (SVK) Швейцарія (SUI) Ірландія (IRL) Іспанія (ESP) Канада (CAN) Хорватія (CRO) Чехія (CZE) Велика Британія (GBR) | Чехія (CZE) Словаччина (SVK) Австрія (AUT) Україна (UKR) Франція (FRA) Велика Британія (GBR) Нова Зеландія (NZL) Польща (POL) Нідерланди (NED) Німеччина (GER) Андорра (AND) Іспанія (ESP) Словенія (SLO) Італія (ITA) Росія (RUS) Острови Кука (COK) Канада (CAN) Китай (CHN) | Іспанія (ESP) Австралія (AUS) Німеччина (GER) Чехія (CZE) Австрія (AUT) Бразилія (BRA) США (USA) Велика Британія (GBR) Італія (ITA) Франція (FRA) Словенія (SLO) |
| Чемпіонат Океанії 2020                | — | Австралія (AUS) | — | — |
| Чемпіонат Африки 2021                 | Марокко (MAR) | Сенегал (SEN) | Марокко (MAR) | — |
| Панамериканський розподіл             | Аргентина (ARG) | США (USA) | Мексика (MEX) | Канада (CAN) |
| Азійський кваліфікаційний турнір 2021 | Китай (CHN) | Казахстан (KAZ) | Казахстан (KAZ) | Китай (CHN) |
| Чемпіонат Європи 2021                 | Польща (POL) | Німеччина (GER) | Швейцарія (SUI) | Словаччина (SVK) |
| Запрошення тристоронньої комісії      | — | — | — | — |
| Перерозподіл                          | Бельгія (BEL) | — | Китайський Тайбей (TPE) | Польща (POL) Угорщина (HUN) |
| Загалом                               | 24 | 17 | 24 | 17 |

## Спринт

### Розклад
| Дисципліна                                                                              | Дата              | Місце проведення   |
| --------------------------------------------------------------------------------------- | ----------------- | ------------------ |
| Чемпіонат світу з веслування на байдарках і каное 2019                                  | 21–25 серпня 2019 | Сегед, Угорщина    |
| Африканськ ігри 2019                                                                    | 26–31 серпня 2019 | Рабат, Марокко     |
| Океанський олімпійський кваліфікаційний турнір з веслування на байдарках і каное 2020   | 14–16 лютого 2020 | Penrith, Австралія |
| Азійський олімпійський кваліфікаційний турнір з веслування на байдарках і каное 2021    | 5–7 травня 2021   | Паттая, Таїланд    |
| Європейський олімпійський кваліфікаційний турнір з веслування на байдарках і каное 2021 | 12–13 травня 2021 | Сегед, Угорщина    |
| Кубок світу 2 з веслування на байдарках і каное 2021                                    | 19–23 травня 2021 | Барнаул, Росія     |

### Кваліфікаційна таблиця
Кваліфікувались такі човни і спортсмени.
| Дисципліна         | Чемпіонат світу 2019 | Континентальна кваліфікація        | Континентальна кваліфікація  | Континентальна кваліфікація | Континентальна кваліфікація  | Континентальна кваліфікація     | Кубок світу 2 2021                  | Загалом |
| Чоловіки, байдарки | Чемпіонат світу 2019 | Європа                             | Америка                      | Азія                        | Африка                       | Океанія                         | Кубок світу 2 2021                  | Загалом |
| ------------------ | --- | ---------------------------------- | ---------------------------- | --------------------------- | ---------------------------- | ------------------------------- | ----------------------------------- | ------- |
| Б-1 200 м          | Велика Британія (GBR) Сербія (SRB) Франція (FRA) Італія (ITA) Швеція (SWE)                                                                                                  | Росія (RUS) Латвія (LAT)           | Аргентина (ARG)              | Південна Корея (KOR)        | ПАР (RSA) Єгипет (EGY)       | Самоа (SAM)                     | Литва (LTU)                         | 12      |
| K-1 1000 m         | Чехія (CZE) Португалія (POR) Словаччина (SVK) Росія (RUS) Білорусь (BLR) Аргентина (ARG) Франція (FRA) Сербія (SRB)                                                         | Бельгія (BEL) Норвегія (NOR)       | Бразилія (BRA) Беліз (BIZ)TR | Іран (IRI)                  | Туніс (TUN)                  | Острови Кука (COK)              | Китай (CHN) Збірна біженців (ROT)IP | 12      |
| K-2 1000 m         | Німеччина (GER) Іспанія (ESP) Франція (FRA) Чехія (CZE) Австралія (AUS) Італія (ITA)                                                                                        | Угорщина (HUN)                     | Канада (CAN)                 | Китай (CHN)                 | —                            | Нова Зеландія (NZL)             | —                                   | 10      |
| K-4 500 m          | Німеччина (GER) Іспанія (ESP) Словаччина (SVK) Росія (RUS) Угорщина (HUN) Португалія (POR) Білорусь (BLR) Австралія (AUS) Японія (JPN) Канада (CAN)                         | —                                  | —                            | —                           | —                            | —                               | —                                   | 10      |
| Дисципліна         | Чемпіонат світу 2019 | Континентальна кваліфікація        | Континентальна кваліфікація  | Континентальна кваліфікація | Континентальна кваліфікація  | Континентальна кваліфікація     | Кубок світу 2 2021                  | Загалом |
| Чоловіки, каное    | Чемпіонат світу 2019 | Європа                             | Америка                      | Азія                        | Африка                       | Океанія                         | Кубок світу 2 2021                  | Загалом |
| C-1 1000 m         | Бразилія (BRA) Польща (POL) Франція (FRA) Німеччина (GER) Чехія (CZE) Японія (JPN)*                                                                                         | Україна (UKR)                      | Куба (CUB) Канада (CAN)      | Китай (CHN)                 | Туніс (TUN) Мозамбік (MOZ)TR | Австралія (AUS) Самоа (SAM)     | Молдова (MDA)                       | 10      |
| C-2 1000 m         | Китай (CHN) Куба (CUB) Бразилія (BRA) Німеччина (GER) Румунія (ROU) Польща (POL) Росія (RUS) Україна (UKR) Чехія (CZE)                                                      | Іспанія (ESP) Угорщина (HUN)       | Канада (CAN)                 | Казахстан (KAZ)             | Сан-Томе і Принсіпі (STP)    | —                               | —                                   | 14      |
| Дисципліна         | Чемпіонат світу 2019 | Континентальна кваліфікація        | Континентальна кваліфікація  | Континентальна кваліфікація | Континентальна кваліфікація  | Континентальна кваліфікація     | Кубок світу 2 2021                  | Загалом |
| Жінки, байдарки    | Чемпіонат світу 2019 | Європа                             | Америка                      | Азія                        | Африка                       | Океанія                         | Кубок світу 2 2021                  | Загалом |
| K-1 200 m          | Нова Зеландія (NZL) Польща (POL) Данія (DEN) Іспанія (ESP) Україна (UKR) Угорщина (HUN) Сербія (SRB) Португалія (POR) Франція (FRA)                                         | Велика Британія (GBR) Італія (ITA) | Аргентина (ARG)              | Японія (JPN)                | Алжир (ALG)                  | Острови Кука (COK)              | Росія (RUS)                         | 11      |
| K-1 500 m          | Нова Зеландія (NZL) Білорусь (BLR) Угорщина (HUN) Сербія (SRB) Данія (DEN) Швеція (SWE) Велика Британія (GBR) Франція (FRA)                                                 | Іспанія (ESP) Хорватія (CRO)       | Канада (CAN)                 | Казахстан (KAZ)             | Єгипет (EGY)                 | Самоа (SAM)                     | Португалія (POR)                    | 11      |
| K-2 500 m          | Білорусь (BLR) Польща (POL) Словенія (SLO) Бельгія (BEL) Франція (FRA) Україна (UKR)AQ Китай (CHN)                                                                          | Німеччина (GER)                    | Австрія (AUT)**              | —                           | ПАР (RSA) Туніс (TUN)        | Австралія (AUS)                 | —                                   | 7       |
| K-4 500 m          | Угорщина (HUN) Білорусь (BLR) Польща (POL) Нова Зеландія (NZL) Франція (FRA) Німеччина (GER) Австралія (AUS) Україна (UKR) Китай (CHN) Канада (CAN) Росія (RUS) Данія (DEN) | —                                  | —                            | —                           | —                            | —                               | —                                   | 12      |
| Дисципліна         | Чемпіонат світу 2019 | Континентальна кваліфікація        | Континентальна кваліфікація  | Континентальна кваліфікація | Континентальна кваліфікація  | Континентальна кваліфікація     | 2020 World Cup 2                    | Загалом |
| Жінки, каное       | Чемпіонат світу 2019 | Європа                             | Америка                      | Азія                        | Африка                       | Океанія                         | 2020 World Cup 2                    | Загалом |
| C-1 200 m          | США (USA) Росія (RUS) Білорусь (BLR) Чилі (CHI) Канада (CAN) Польща (POL) Угорщина (HUN)                                                                                    | Іспанія (ESP)                      | Болгарія (BUL)**             | Таїланд (THA)               | Нігерія (NGR)                | Нова Зеландія (NZL) Китай (CHN) | Хорватія (CRO)                      | 12      |
| C-2 500 m          | Китай (CHN) Угорщина (HUN) Білорусь (BLR) Німеччина (GER) Узбекистан (UZB) Куба (CUB) Україна (UKR) Чилі (CHI)                                                              | Молдова (MDA) Росія (RUS)          | Японія (JPN)**               | Казахстан (KAZ)             | —                            | Австралія (AUS)                 | —                                   | 13      |